# Cape Dorset Airport
Cape Dorset Airport är en flygplats i Kanada.   Den ligger i territoriet Nunavut, i den östra delen av landet, 2 100 km norr om huvudstaden Ottawa. Cape Dorset Airport ligger 49 meter över havet. Den ligger på ön Dorset Island. och betjänar samhället Cape Dorset.
Terrängen runt Cape Dorset Airport är platt österut, men västerut är den kuperad. Havet är nära Cape Dorset Airport åt nordost. Trakten är glest befolkad. Närmaste större samhälle är Cape Dorset, 0,79 km väster om Cape Dorset Airport. 